# Lech (motorfiets)
Lech is een historisch Pools motorfietsmerk dat van 1929 tot 1932 produceerde.
Lech was gevestigd in Poznan en wordt beschouwd als het eerste Poolse motorfietsmerk. Dat kan kloppen, want het werd op 1 januari 1929 opgericht. Sokol werd later in dat jaar opgericht. Lech was een initiatief van de industrieel Waclaw Sawicki en ingenieur Wladyslaw Zalewski. 
De motorfietsen hadden 5 pk v-twin-motorblokken. Zowel de hand- als de voetrem werkten aanvankelijk op het achterwiel, maar een latere versie had ook een voorrem. Later werden er ook eencilinders ontwikkeld, maar of die in productie werden genomen is niet bekend. Het bedrijf was erg klantvriendelijk: men had een leveringsprogramma voor vervangingsonderdelen, zorgde voor rijlessen en had een inruilprogramma. Er werden echter slechts enkele tientallen motorfietsen geproduceerd. Het bedrijf overleefde de crisisjaren dertig niet.

## Trivia
Ontstaan van de naam "Lech":
Volgens een legende waren er - voor het ontstaan van het land Polen - drie broers met de namen Lech, Czech en Rus. Ze besloten elk een andere weg te gaan. Rus ging naar het Oosten en Czech naar het zuiden. Lech zag echter een witte arend in een boom en besloot te blijven. Lech werd aldus de eerste Pool. De stad die op die plaats ontstond heette "Gniezno" (naar: "gniazdo" → "het nest"). De witte arend vormt het wapen van Polen.